# Ska Keller
Franziska Keller, souvent appelée Ska Keller (/ˈskaː ˈkɛlɐ/), née le 22 novembre 1981 à Wilhelm-Pieck-Stadt Guben, est une femme politique allemande, membre de l'Alliance 90 / Les Verts.
Députée européenne de 2009 à 2024, elle est – avec le Français José Bové – la candidate du Parti vert européen à la présidence de la Commission européenne en 2014.

## Biographie

### Enfance et formation
Née en Allemagne de l'Est (RDA), fille d'un médecin, Ska Keller grandit près de la frontière entre l'Allemagne et la Pologne et développe très tôt une conscience politique. Elle s'engage sur la question du bien-être animal dès l'âge de 13 ans. La confrontation avec un mouvement néonazi, particulièrement violent contre les immigrés (de) et des militants d'extrême gauche à Guben, la conduit à rejoindre le mouvement antifasciste local à 17 ans.
Plus tard, elle décide de poursuivre des études en sciences islamiques, en turcologie et en judaïsme à l'université libre de Berlin et à la Sabancı Üniversitesi à Istanbul.

### Carrière politique
Membre de l’Alliance 90 / Les Verts depuis 2002, elle est porte-parole de la Fédération des jeunes verts européens de 2005 à 2007. Elle est également membre du bureau des Jeunes Verts allemands et porte-parole des Verts allemands du Brandebourg.

#### Parlement européen
Elle est élue pour la première fois lors des élections européennes de 2009 à l'âge de 27 ans, et siège au sein du groupe des Verts/Alliance libre européenne, dont elle est vice-présidente à partir de 2014. Durant son premier mandat, elle se spécialise sur les questions migratoires,, le droit des réfugiés et des demandeurs d'asile en Europe, ainsi que sur les questions commerciales et de la jeunesse.
Elle est membre de la Commission commerce international (INTA) de 2009 à 2012, et est membre à partir de 2009 de la délégation à la commission parlementaire mixte UE-Turquie, et à partir de 2012 de la commission du commerce international.

#### Primaire verte européenne
En novembre 2013, nommée par la Fédération des jeunes verts européens et soutenue par sept partis verts membres du Parti vert européen, Ska Keller devient officiellement candidate à la primaire verte européenne, aux côtés de José Bové, Rebecca Harms et Monica Frassoni. Les Verts européens organisent en effet une primaire qui permet à tous les Européens âgés de plus de 16 ans (les Verts défendent le droit de vote à partir de 16 ans) de désigner entre novembre 2013 et janvier 2014, leurs deux têtes de liste paneuropéennes qui parcourront l'Union européenne lors des élections européennes de 2014. Elle arrive en tête de cette primaire[source insuffisante], avec 11 791 votes devant José Bové. Elle est la seule femme mise en avant par une coalition de partis du Parlement européen pour briguer la fonction de président de la Commission européenne et y remplacer José Manuel Durão Barroso : « ça illustre la vision que les autres partis ont de la politique » commente-t-elle.
En 2017, afin de mieux résoudre la crise migratoire en Europe, elle propose d’envoyer ensemble de plus grands groupes de réfugiés dans un seul pays – par exemple, tout un village syrien en Lettonie. Cela aurait pour avantage, selon elle, de faciliter « l'intégration et l’accueil ».

### Vie privée
Ska Keller est mariée au militant finlandais Markus Drake (fi), et parle couramment l'allemand, l'anglais, le turc, le finnois, l'italien et l'espagnol,.